# Ana García Bergua
Ana García Bergua (Ciudad de México, 8 de octubre de 1960) es una escritora mexicana. Estudió letras francesas en la Facultad de Filosofía y Letras de la Universidad Nacional Autónoma de México y escenografía teatral en el Centro Universitario de Teatro. Ha publicado traducciones del francés y el inglés, y obras de novela y cuento, así como crónicas y reseñas en medios diversos, especialmente su columna "Y ahora paso a retirarme" en La Jornada Semanal. Fue galardonada en el año 2013 con el Premio de literatura Sor Juana Inés de la Cruz por su novela "La bomba de San José" en el marco de la Feria Internacional del libro de Guadalajara.

## Obras

### Novela
- La bomba de San José
- El umbral
- Púrpura
- Rosas negras
- Isla de bobos
- Fuego 20 México, Ediciones ERA, 2017. ISBN 978-607-445-465-9

### Cuento
- El imaginador
- La confianza en los extraños
- Edificio
- Otra oportunidad para el señor Balmand
- El limbo bajo la lluvia
- La tormenta hindú y otras historias Textofilia ediciones, 2015. Premio Bellas Artes de narrativa Colima para obra publicada (2015) ISBN 978-607-8409-09-9
- Leer en los aviones, Ediciones Era, 2021.

## Ensayo
- Pie de página
- Postales desde el puerto